# 中华人民共和国国家计划委员会
中华人民共和国国家计划委员会，简称国家计委，是中华人民共和国国务院原有组成部门之一，成立于1954年，曾长期承担着中国政府对综合经济规划的职能。但随着中国由“计划经济体制”向“社会主义市场经济体制”的逐步转变，国家计委的功能逐渐变化，最终于1998年改組為國家發展計劃委員會。

## 历史

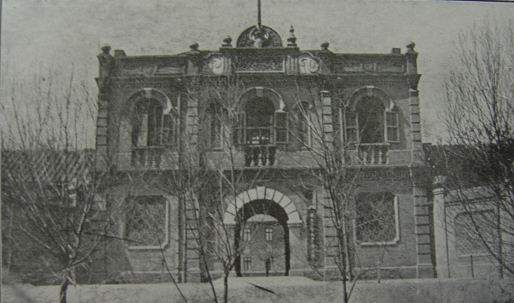
国家计委最早的办公地：北河沿54号（现北河沿大街147号院），国家计委入驻三里河新址后原址先后用于一机部设计院、农机部（八机部）、民政部、最高人民检察院等机构，原建筑在民政部/最高检的历次扩建中已被拆除

1952年11月15日，中央人民政府委员会第19次会议通过决议增设独立于中央人民政府政务院的中央人民政府国家计划委员会，简称国家计委。由中央人民政府副主席高岗兼任国家计划委员会主席，邓子恢为副主席，委员有陈云、彭德怀、林彪、邓小平、饶漱石、薄一波、彭真、李富春、习仲勋、黄克诚、刘澜涛、张玺、安子文、马洪、薛暮桥。马洪兼任国家计委秘书长，原任东北人民政府秘书长的王光伟任副秘书长。主持日常工作的是张玺、安子文、马洪、王光伟。计委下设17个办事机构：办公厅、综合计划局、重工业计划局、燃料工业计划局、第一机械计划局、第二机械计划局、劳动工资计划局、城市建设计划局、成本物价计划局、财政金融计划局、贸易合作计划局、文教卫生计划局、私营企业处。干部来自刚刚撤销的中央人民政府政务院财政经济委员会及六个大区的有关部门，例如东北计委、东北工业部、东北财政部等。国家计委编制为1225人，加上工勤人员共计1538人。国家计委成立后，原由政务院财政经济委员会领导的中央人民政府重工业部、中央人民政府第一机械工业部等13部划归其领导。1952年12月5日，国家计委正式开始办公。
成立之初，办公地点是在北京市东城区北河沿大街54号（原北大三院）。1953年在西城区三里河路采用苏联的图纸，设计建设国家计委大院。楼高三层，共建有216栋。设13路公共汽车国家计委站（现称“西城三里河站”）。
1954年2月6日至10日召开中共七届四中全会，批判了高岗。会后，中共中央副秘书长、政务委员李富春担任国家计委主席。马洪、王光伟受高岗牵连而下台，由张玺主持日常工作。国家计委机关局级单位由原来的17个增设到25个，编制为1621人。
1954年9月第一届全国人民代表大会第一次会议通过《中华人民共和国宪法》，成立中华人民共和国国务院后，改为国务院组成部门中华人民共和国国家计划委员会。
1955年，国家计委办公大楼启用。主楼与东西两侧楼作为一个整体设计，被称作“四部一会”——当时的一机部、二机部、重工业部、财政部和国家计划委员会。“该楼由张开济设计，由于当时《人民日报》点名批判地质部所属的长春地质学院的主楼“地质宫”原本是基于满洲国皇宫地基与设计，建设得过于富丽堂皇，在当时“一五”计划背景下是极大的浪费，为此全国开展“反对贪污浪费”运动。国家计委大楼主楼的“大屋顶”被迫改为平顶，但楼内支撑大屋顶的四根立柱仍在。东西两侧楼的大屋顶已经完工也保留下来。 计委大楼原来是六层，后在六层上面加盖一层。
1964年12月中央决定成立“小计委”，任命余秋里为国家计委第一副主任兼秘书长，成员有李人俊、林乎加（从浙江省调来）、贾庭三（从北京市调来）。1965年开始接手李富春全面负责国家计委工作。
“文革”期间及后期，国家计委机关两派群众组织主要围绕余秋里的“保”与“倒”。李富春安排李人俊回计委主持党组和业务工作。1968年2月，苏静任派驻国家计委的军代表。1968年8月10日，中央〔68〕127号文件决定，向国家计委、全国物价委员会、国家统计局三单位（都在计委大楼办公）正式派驻军代表，主持工作。苏静（总参谋部军务部部长）为军代表，陈彬、李少亭为副军代表，袁宝华从国家物资管理部部长调国家计委协助苏静负责业务工作。1967年、1968年两年没有编制国家年度经济计划。1969年10月，全国执行战备大疏散，国家计委（及国家统计局、全国物价委员会）绝大部分干部于年底下放到湖北襄樊太山庙镇的国家计委“五七”干校（1978年计委五七干校撤消，所有人员回京重新分配工作），在北京只留下一百多人“抓生产”，处理日常工作，组成一个计划起草小组。
1970年6月，中共中央批准，成立“国家计划委员会革命委员会”和国家计委党的核心小组，余秋里任革委会主任和核心小组组长，苏静、袁宝华、邓来哲、顾明及另2位军代表任革委会副主任。国家计委革命委员会是由9个单位合并而成——国家计委、国家经委、国务院工交办、全国物价委员会、物资管理部、地质部、劳动部、国家统计局、中央安置办。国家计委革委会有37名委员，其中军代表10人，干部代表8人，群众代表19人。人员总编制610人，是原9个单位机关人数的11.6%。下设计划组、生产组、政工组、办事组、物资局、地质局和劳动局。七十年代计委成立了矿山办公室，下设综合组、矿山组、机械组；矿办成员有余秋里（抓总）、袁宝华（常务）、杨殿奎、邹桐、周子健、徐良图，重点抓采、选、烧，大打矿山之仗，为1970年投产的一大批大型炼铁高炉提供原料。
1973年，军队人员撤出，重新启用“中华人民共和国国家计划委员会”印章与名称。
1975年初，第四届全国人民代表大会第一次会议后组建新一届国务院，国家计委机关开始重新调入大批在五七干校的原工作人员，增设职能机构，下设十五个组（局、室），至1977年国家计委干部达1015人。1977年国家地质总局、国家物资总局、国家劳动总局分别调出，直属于国务院。1978年下半年，中央批准计委设立19个单位。1978年3月国家经济委员会恢复，原计委生产组工作划归国家经委。 
1980年3月，副总理姚依林兼任国家计委主任，余秋里不再担任国家计委主任。1981年1月，甘肃省委第一书记宋平调任国家计划委员会第一副主任，主持计委日常工作。1983年宋平任国家计划委员会主任。
1998年3月第九届全国人民代表大会第一次会议通过《关于国务院机构改革方案的决定》，改组为国家发展计划委员会，该机构有时仍沿用“国家计委”简称，直至2003年改组为国家发改委。

## 机构设置
- 办公厅
- 国防司
- 国民经济综合司
- 原材料局/原材料司（国务院农业生产资料办公室）
- 设计鉴定局
- 交通局
- 重点工程局（重点建设司）
- 施工管理局（1983年初由国家建委并入国家计委）
- 外资局：1980年代开始设立，负责日本海外协力基金8000亿日元贷款等利用外资项目的审批
- 重工业局
- 劳动局（1988年后并入社会发展司）
- 人事局
  - 老干部处(1982年2月20日——1983年2月25日），后为国家计委老干部局
- 土地管理局（1983年初由国家建委并入国家计委）
- 国土地区司
- 社会发展司
- 经济预测司
- 产业司（国家西气东输办公室）/长期规划和产业政策司/基础产业发展司
  - 综合处
- 投资司
  - 计划处
  - 地方处
- 价格调控司
- 农林水利局（1984年前）
  - 农业处
- 农村经济发展司（1984年后）
  - 农业处
  - 扶贫开发处
  - 养殖业处
- 农业区划局
- 能源局
- 交通能源司
- 离退休干部局
  - 办公室
  - 秘书处
  - 服务一处
  - 服务二处
  - 服务三处
  - 服务四处
  - 文体处
  - 医务处
  - 财务处
  - 行政处
  - 资产处
  - 车管处
  - 政工处
  - 党委办公室

## 历任主任
1. 李富春（1954年9月28日－1970年6月，兼任）
2. 余秋里（1970年6月－1980年8月26日，兼任）
3. 姚依林（1980年8月26日－1983年6月20日，兼任）
4. 宋　平（1983年6月20日－1987年6月23日，兼任）
5. 姚依林（1987年6月23日－1989年12月26日，兼任）
6. 邹家华（1989年12月26日－1993年3月29日，兼任）
7. 陈锦华（1993年3月29日－1998年3月18日）